# Belém do São Francisco
Belém do São Francisco is een gemeente in de Braziliaanse deelstaat Pernambuco. De gemeente telt 21.342 inwoners (schatting 2009).